# Helga de la Brache
Helga de la Brache, egentligen Aurora Florentina Magnusson, född 6 september 1817 i Stockholm, död där 11 januari 1885, var en svensk bedragare, som lyckades lura till sig en pension genom att påstå sig vara hemlig dotter till Gustav IV Adolf och Fredrika av Baden.

## Biografi

### Bedrägeri
Från 1859 hävdade en kvinna att hon var en laglig dotter till Gustav IV Adolf och hans gemål Fredrika av Baden efter att de gift om sig "i ett kloster i Tyskland". Hon fick en audiens hos Karl XV som efter mötet sa till riksdagsmännen att "Hon är ju lika klok som du och jag".   
Med början i mars 1861, till följd av denna påstådda höga börd, tog hon under ett flertal åt emot 1 200 riksdaler årligen från utrikesdepartementets konto, av såväl enskilda personer som genom statsmedel. I december 1869 fördubblades hennes ersättning samt så fick hon en "nådegåva" engångs belopp på 600 riksdaler.
I ett polisförhör 1876 påstod hon sig vara född år 1817 nära Lausanne, i ett hemligt äktenskap som Gustav Adolf och Fredrika ingått efter sin skilsmässa. År 1825 ska hon ha kommit till Sverige för att uppfostras hos Sofia Albertina men redan följande år på föräldrarnas önskan blivit återförd till Schweiz. Hon ska ha varit närvarande vid sin moders dödsbädd och sedan ha vistats hos sin far och följt med honom på hans resor. Men år 1828 ska hon ha kommit tillbaka till Sverige och en tid hållits instängd i Vadstena, tydligen för att man skulle kunna förklara henne sinnessjuk ifall hon skulle yppa något om sin börd. År 1832 ska hon ha blivit förd till ön Ven för att möta sin far. Sammanträffandet skildras mycket dramatiskt: fadern ska vid landstigningen ha kastat sig framstupa och kysst den svenska jorden. Vid detta tillfälle ska hon av honom ha tagit emot de fyra brev som ofta åberopats i de rättsprocesser som landstingsmannen P. A. Johansson satte i gång för hennes räkning.
Ett av breven var från Sofia Albertina till Gustav Adolf, ett annat var från samma prinsessa till drottning Fredrika. Det tredje var från Fredrika till Gustav Adolf och det fjärde från Gustav Adolf till prins Oskar. Det hade Helga fått tillsägelse av sin fader att lämna till prinsen. Efter detta egendomliga möte hade hon blivit förd tillbaka till Vadstena men slutligen år 1835 rymt från sin fängelseliknande tillvaro. Hon hade dock snart tröttnat och blivit omhändertagen av en snäll gammal kvinna. I hennes stuga hade hon legat sjuk men slutligen återfunnits av en dam ur den högre societeten. Hon hade nu på faderns önskan blivit sänd till Slesvig för att konfirmeras i herrnhutarnas församling, varefter hon en tid vistats hos sina släktingar i Baden men återsänts år 1836 till Stockholm. På resan till Sverige hade hon haft sällskap med en familj de la Brache och därefter antagit detta namn. I Stockholm hölls hon mesta tiden undangömd och flyttades från ett ställe till ett annat, mest i staden inom broarna, där rum hyrdes ut åt resande. År 1842 skulle hon ha fått tillfälle att i slottsfogden Wihlborgs rum i slottet träffa kronprins Oskar och till honom överlämna de nämnda fyra breven. Något spår av dessa aktstycken har emellertid aldrig kunnat upptäckas.

### Rättegång
Hon blev avslöjad 1870 genom en uppseendeväckande artikel i Nya Dagligt Allehanda av dåvarande lektor Carl Norrby. Norrby hade bland annat fått en försäkran via brev av prins Gustav Gustavsson av Wasa att Gustav Adolf och Fredrika inte hade haft en relation sedan 1810. Efter Norrbys avslöjande började hon kalla sig Anna von Ehrenberg.
Genom en serie förhör i Stockholms poliskammare december 1876 till mars 1877 blev det utrett och bevisat att hon hette Aurora Florentina Magnusson, att hon var född i Stockholm 6 september 1817 och var dotter till en tullvaktmästare Magnusson. 7 augusti 1845 framkom det att hon låtit anteckna namnet "Anna Florentina De la Brache" på utflyttningsbetyget när hon flyttade från Storkyrkoförsamlingen till Klara församling. De la Brache tog även ut ett pass i detta namn när hon en tid flyttade till Finland. Hon blev då inskriven som "De la Brache, Anna Florentina, jungfru, som förut kallat sig Aurora Magnusson", i Storkyrkoförsamlingens utflyttningsbok. Namnet De la Brache var en utvecklingsform av namnet De Brasch, som bars av en gift moster i Sankt Petersburg. Senare hade hon på Sala pastorsexpedition lyckats få namnet "Florentina" på prästbetyget utbytt mot "Helga". 
Den 2 mars 1877 fälldes Helga de la Brache till bötesstraff för oriktigt uppgivna mantalsuppgifter för år 1876 (då hon hade kallat sig Anna von Ehrenberg), för oriktigt uppgivet födelseår samt för att ha undanlåtit att inlämna mantalsuppgifter för år 1877.
Hon avled den 11 januari 1885 på Nannylund på Djurgården i Stockholm. Hon var vid sin död omgiven av flera anhängare som trodde på hennes sak, men var enligt pressen en opiummissbrukare som själv trodde på sina påståenden på grund av sinnesförvirring.  Enligt Georg von Rosen, som var närvarande vid hennes dödsbädd, var hon själv uppriktigt övertygad om sina påståenden om att hon var dotter till Gustav IV Adolf. Under sina sista år beskrevs hon: "Det låg något förnämt över henne som imponerade, och hon log så vackert och vemodigt". 
Hon begravdes på Norra begravningsplatsen.

## Eftermäle
Både under hennes livstid och efter hennes död har det skrivits en hel litteratur om henne, till exempel Den verkliga osminkade sanningen om Helga de la Brache jämte andra lika tillförlitliga historier av Hasse Zetterström.
Smålandsbonden och landstingsmannen P. A. Johansson (död 1917) fortsatte efter hennes död att driva hennes talan. Orsaken var att Fredrika av Baden efter sin skilsmässa från Gustav IV Adolf hade utsett tsaren till förmyndare för sina barn, och att Helga därmed skulle ha pengar att fordra från tsarhuset.